# エースをねらえ! (HIROMIの曲)
『エースをねらえ!』（エースをねらえ!）は、椛田千里が「HIROMI」名義で2004年2月4日にリリースしたシングル。1973年のテレビアニメ『エースをねらえ!』の同名主題歌のカバー曲。

## 概要
- テレビ朝日系ドラマ『エースをねらえ!』オープニングテーマ。

## 収録曲
1. エースをねらえ!
作詞：東京ムービー企画部　作曲：三沢郷　編曲：家原正樹
2. eternity
作詞：HIKARI　作曲：長澤孝志　編曲：家原正樹
3. エースをねらえ!（Instrumental）
4. eternity（Instrumental）